# Govinda
Govinda (ur. 21 grudnia 1963) – indyjski aktor, polityk, producent i scenarzysta filmowy z rodziny pendżabskiej, najmłodszy z pięciorga dzieci. Jeden z największych aktorów komediowych Bollywoodu od 1986 roku wystąpił w ponad 120 filmach bollywoodzkich. 4 nagrody filmowe, 6 nominacji do nagród. Wyznania hinduistycznego.
Govinda ożenił się w 1987 roku z Sunitą Ahuja. Mają dwoje dzieci, Narmadę i Yashvardhana. Narmada ma właśnie zadebiutować w Bollywoodzie. Pierwotnie chciał ożenić się z aktorką Neelam, z którą wystąpił w wielu filmach, ale ostatecznie ożenił się zgodnie z wyborem matki.

## Filmografia
| Film                              | Rok              | Rola                       | Reżyser            | Uwagi                                                                  |
| --------------------------------- | ---------------- | -------------------------- | ------------------ | ---------------------------------------------------------------------- |
| Ilzaam                            | 1986             | Ajay Sharma/Vijay          | Shibu Mitra        |                                                                        |
| Tan-Badan                         | 1986             | Ravi Pratap                | Anand              |                                                                        |
| Love 86                           | 1986             | Vikram Doshi               | Ismayeel Shroff    |                                                                        |
| Sadaa Suhagan                     | 1986             | Ravi                       | Rama Rao Tatineni  |                                                                        |
| Mera Lahoo                        | 1987             |                            |                    |                                                                        |
| Marte Dam Tak                     | 1987             | Jai                        | Mehul Kumar        |                                                                        |
| Khudgarz                          | 1987             | Kumar Saxena               | Rakesh Roshan      |                                                                        |
| Dadagiri                          | 1987             | Suraj                      |                    |                                                                        |
| Pyaar Karke Dekho                 | 1987             | Ravi Kumar                 | D. Rajendra Babu   |                                                                        |
| Jeete Hain Shaan Se               | 1988             | Iqbal Ali                  | Kawal Sharma       |                                                                        |
| Hatya                             | 1988             | Sagar                      | Kirti Kumar        |                                                                        |
| Jung Baaz                         | 1989             | Arjun Srivastav            | Mehul Kumar        |                                                                        |
| Do Qaidi                          | 1989             | Kanu                       | Ajay Kashyap       |                                                                        |
| Awaargi                           | 1990             | Dhiren Kumar               | Mahesh Bhatt       |                                                                        |
| Maha-Sangram                      | 1990             |                            | Mukul S. Anand     |                                                                        |
| Swarg                             | 1990             | Krishna                    | David Dhawan       |                                                                        |
| Hum                               | 1991             | Vijay                      | Mukul S. Anand     |                                                                        |
| Shola Aur Shabnam                 | 1992             | Karan                      | David Dhawan       | also singer                                                            |
| Jaan Se Pyaara                    | 1992             | Inspector Jai/Sunder       | Anand              |                                                                        |
| Aankhen                           | 1993             | Bunnu/Gulshan/Gaurishankar | David Dhawan       |                                                                        |
| Ekka Raja Rani                    | 1994             | Sagar                      | Afzal Ahmed        |                                                                        |
| Raja Babu                         | 1994             | Raja Singh                 | David Dhawan       |                                                                        |
| Khuddar                           | 1994             | Siddarth                   | Iqbal Durani       |                                                                        |
| Dulaara                           | 1994             | Raja                       | Vimal Kumar        | Also Singer                                                            |
| Coolie No. 1                      | 1995             | Raju                       | David Dhawan       |                                                                        |
| Saajan Chale Sasural              | 1996             | Shyamsunder                | David Dhawan       |                                                                        |
| Hero No. 1                        | 1997             | Rajesh Malhotra            | David Dhawan       |                                                                        |
| Deewana Mastana                   | 1997             | Bunnu                      | David Dhawan       |                                                                        |
| Achanak                           | 1998             | Arjun                      | Naresh Malhotra    |                                                                        |
| Dulhe Raja                        | 1998             | Raja                       | Harmesh Malhotra   |                                                                        |
| Bade Miyan Chhote Miyan           | 1998             | Pyare Mohan/Chhote Miyan   | David Dhawan       |                                                                        |
| Pardesi Babu                      | 1998             | Raju Pardesi               | Manoj Agarwal      |                                                                        |
| Haseena Maan Jaayegi              | 1999             | Monu                       | David Dhawan       | Nagroda Filmfare dla Najlepszego Aktora Komediowego                    |
| Hum Tum Pe Marte Hain             | 1999             | Rahul Malhotra             | Nabh Kumar 'Raju'  |                                                                        |
| Jis desh mein ganga rehta hai     |                  |                            |                    |                                                                        |
| Shikari                           | 2000             | Om Srivastav               | N. Chandra         | nominacja do Nagrody Filmfare za Najlepszą Rolę Negatywną              |
| Kunwara                           | 2000             | Raju                       | David Dhawan       |                                                                        |
| Joru Ka Ghulam                    | 2000             | Raju                       | Shakeel Noorani    |                                                                        |
| Hadh Kar Di Aapne                 | 2000             | Raju                       | Manoj Agrawal      |                                                                        |
| Aamdani Atthani Kharcha Rupaiyaa  | 2001             | Bhimsha                    | K. Raghavendra Rao |                                                                        |
| Jodi No. 1                        | 2001             | Veeru                      | David Dhawan       |                                                                        |
| Albela                            | 2001             | Tony                       | Deepak Sareen      | pierwszy raz z Aishwarya Rai                                           |
| Kyo Kii... Main Jhuth Nahin Bolta | 2001             | Raj Malhotra               | David Dhawan       |                                                                        |
| Pyaar Diwana Hota Hai             | 2002             | Sunder                     | Kirti Kumar        |                                                                        |
| Waah! Tera Kya Kehna              | 2002             | Raj Oberoi/Banne Khan      | Manoj Agrawal      |                                                                        |
| Chalo Ishq Ladaaye                | 2002             | Pappu                      | Aziz Sejawal       |                                                                        |
| Ek Aur Ek Gyarah                  | 2003             | Tara                       | David Dhawan       |                                                                        |
| Ssukh                             | 2005             | Chandraprakash Sharma      | Kirti Kumar        | Also Producer                                                          |
| Sandwich                          | 2006             | Sher Singh/Shekhar/Vicky   | Anees Bazmi        |                                                                        |
| W kółko                           | 2006             | Babla                      | Priyadarshan       | blockbuster z piosenką "signal" z Akshay Kumarem po raz pierwszy razem |
| Wszystko dla miłości              | 2007             | Raju                       | Nikhil Advani      |                                                                        |
| Partner                           | 2007             | Bhaskar Diwakar Chowdahry  | David Dhawan       |                                                                        |
| Om Shanti Om                      | 2007             | gościnnie                  | Farah Khan         |                                                                        |
| Chal Chala Chal                   | 2008             | main lead                  | T.K.Rajeev Kumar   | przed premierą                                                         |
| Money Hai toh Honey Hai           |                  | main lead                  | Ganesh Acharya     |                                                                        |
| Banda Yeh Bindaas Hai             | w produkcji 2008 |                            | Ravi Chopra        | w produkcji gra też Lara Dutta, Tabu                                   |
| Do Lucky                          | premiera w 2008  |                            | Neeraj Vora        | w produkcji gra z Upen Patelem                                         |
| Main Aur Mrs Khanna               | 2008             |                            | Prem Soni          | w produkcji                                                            |
| Ab Dilli Door Nahin               | 2009             | głos                       | Nikhi Advani       | zapowiedziany                                                          |
| Paathshala                        | 2008             |                            | Ahmed Khan         | zapowiedziany                                                          |